# Szamoai tala
A tala Szamoa hivatalos pénzneme.
2009-ben az IBNS szerint a 2008-ban kibocsátott 20 talás bankjegy lett az év bankjegye.

## Bankjegyek
2008 augusztusában új formában bocsátották ki a bankjegyeket. 2011. április 5-én a 2 talás bankjegyet a 2 talás érme váltotta fel.
| névrték  | méret       | előlap                        | hátlap              | kibocsátás                                                           | visszavonás      |
| -------- | ----------- | ----------------------------- | ------------------- | -------------------------------------------------------------------- | ---------------- |
| 2 tala   | 139 x 71 mm | II. Malietoa Tanumafili       | szamoai család      | 1991. szeptember 29. a polimer alapú bankjegyeket 2008 augusztusában | 2011. április 5. |
| 5 tala   | 139 x 71 mm | szamoai diák (Savai'i-sziget) | Rd-part (Apia-öböl) | 1991. szeptember 29. a polimer alapú bankjegyeket 2008 augusztusában |                  |
| 10 tala  | 139 x 71 mm | banánszedés                   | Lalomanu-part       | 1991. szeptember 29. a polimer alapú bankjegyeket 2008 augusztusában |                  |
| 20 tala  | 139 x 71 mm | szamoai halász                | parlament           | 1991. szeptember 29. a polimer alapú bankjegyeket 2008 augusztusában |                  |
| 50 tala  | 139 x 71 mm | II. Malietoa Tanumafili       | tűz-kés táncos      | 1991. szeptember 29. a polimer alapú bankjegyeket 2008 augusztusában |                  |
| 100 tala | 139 x 71 mm | II. Malietoa Tanumafili       | kakaóaratás         | 1991. szeptember 29. a polimer alapú bankjegyeket 2008 augusztusában |                  |

## Emlékbankjegyek
2019. június 6-án bocsátották ki a 10 talás emlékbankjegyet a XVI. Csendes-óceáni Játékok kapcsán. A polimer anyagú bankjegy az első ismert karbonsemleges bankjegy.
| Névérték | Méret       | Szín         | Leírás                                                                    | Leírás | Dátumok   | Dátumok         | Megjegyzés                              |
| Névérték | Méret       | Szín         | Előoldal                                                                  | Hátoldal | nyomtatás | kibocsátás      | Megjegyzés                              |
| -------- | ----------- | ------------ | ------------------------------------------------------------------------- | --- | --------- | --------------- | --------------------------------------- |
| 60 tala  | 140 x 72 mm | barna, vörös | Fiame Naomi Matāa’fa miniszterelnök, 60. évfordulós logó, Szamoa zászlaja | II. Fiame Matāa’fa Faumuina Mulinuu miniszterelnök és az új-zélandi miniszterelnök Keith Holyoake 1962. június 1-jén felhúzzák az ország zászlaját, 60. évfordulós logó | 2022      | 2023. május 31. | Szamoa függetlenségének 60. évfordulója |